# キログラム毎立方メートル
キログラム毎立方メートル（キログラムまいりっぽうメートル、記号:kg/m³, kg m-3）は、国際単位系(SI)及び計量法における密度の単位である。1キログラム毎立方メートルは、1立方メートルにつき1キログラムの密度と定義される。
水の最大密度は、3.984 ℃において 999.974 95 kg/m³である。
他の密度の単位との換算は以下のようになる。
- 1 kg/m³ = 1000 g/m³（グラム毎立方メートル）
- 1 kg/m³ = 1 g/L（グラム毎リットル）
- 1 kg/m³ = 0.001 g/cm³（グラム毎立方センチメートル）